# 田口一
田口 一（たぐち はじめ、1975年 - ）は、日本のライトノベル作家。愛知県名古屋市出身、東京都在住。2007年、『魔女ルミカの赤い糸』で第3回MF文庫Jライトノベル新人賞佳作を受賞（当時31歳）。

## 作品リスト

### MF文庫J刊
- 魔女ルミカの赤い糸（イラスト：カズオキ）[3]
  1. 2007年10月 ISBN 978-4-8401-2060-9
  2. 2008年1月 ISBN 978-4-8401-2127-9 緋色の花嫁
  3. 2008年4月 ISBN 978-4-8401-2304-4 錆びついた時計台
  4. 2008年7月 ISBN 978-4-8401-2369-3 白き雪の愛
- 黒姫のユズハ（イラスト：をん）[3]
- 三流木萌花は名担当!（イラスト：をん）[3]
- この中に1人、妹がいる!（イラスト：CUTEG）[3]
- Classroom☆Crisis（イラスト：倉島亜由美、rin）[3]
- 生意気なお嬢様を従順にする方法（イラスト：ねづみどし）[3]
  1. 2018年7月 ISBN 978-4-04-065020-3

### 電撃文庫刊
- 僕を振った教え子が、1週間ごとにデレてくるラブコメ（イラスト：ゆがー）[4]
  1. 2023年12月 ISBN 978-4-04-915340-8
  2. 2024年4月 ISBN 978-4-04-915599-0